# HBO Now
Az HBO Now (2020 júliusától hivatalos neve: HBO) amerikai streamingszolgáltató volt, amelyet 2015. március 7-én jelentettek be, és ezen év április 7-én mutattak be. A platformon az HBO saját gyártású sorozatai és filmjei voltak megtalálhatóak. 2018-ban 5 millió feliratkozóval rendelkezett.
2020. május 27-én bemutatkozott az HBO Max, így az HBO Now háttérbe került. 2020 júliusának végéig még használták az HBO Now márkanevet, azután felhagytak a név használatával.